# 歐元紙幣

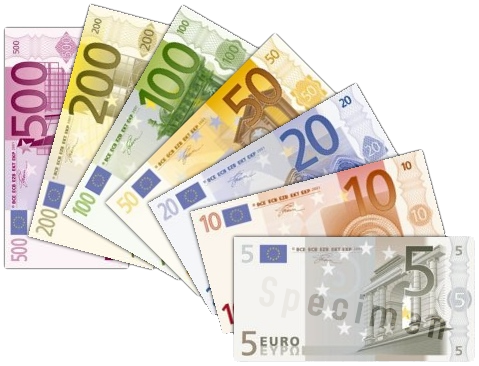
第一套歐元紙幣 (2002-2013)

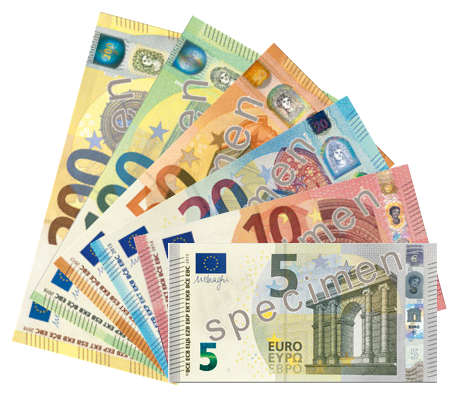
第二套歐元紙幣 (2013-現在)
最大面额变为200欧元。

欧元纸币由歐元區内各国央行或欧洲中央银行发行，自2002年1月1日起流通。欧元创立于1999年，当时它以一种“看不见”的形式存在（例如显示在活期存款账目上）。自2002年其纸币与硬币开始流通后，欧元成为法定货币。自此，欧元接替之前11个国家的货币，并随后扩展到欧盟其他成员国。从2015年1月1日起，有19个欧盟成员国和6个非欧盟成员国将其视为单一货币。根据欧洲央行的最新估计，至2013年3月，将有约152亿张欧元纸币在市面流通，其总价值约合9015亿欧元。

## 历史
自1960年起，欧盟就有建立一个统一货币的设想。经过数十年的艰难谈判，尤其在英国的强烈反对下，1993年《马斯特里赫特条约》的签署为建立欧盟单一货币的确立了目标和时间表。1999年，欧元终于成为现实，并在除英国和丹麦以外的欧盟国家内使用。
2009年，《里斯本条约》进一步确立了欧元各国经济体与欧洲央行的关系。

## 介绍

### 简述
自欧元创建以来，其纸币共有7种面额，分别是€5、€10、€20、€50、€100、€200和€500。与硬币不同的是，纸币的设计在整个欧元区都是一样的。为了使纸币更耐用，并使人们更容易得通过触摸来识别，印制纸币的纸张由纯棉纤维制造。欧元纸币的尺寸最小为120mm x 62 mm，最大为160mm x 82mm；不同的纸币使用不同的主题色调以便区分。
第一套欧元纸币于2002年1月1日至2013年5月1日期间发行。随后在2013年5月2日起被第二套纸币所取代。此外，第二套纸币取消了500元纸币。

### 纸币的改版
所有的欧元纸币都印有欧洲央行總裁的签名。因此，当新的一位欧洲央行總裁上任后，欧元纸币上的签名也随之改变。到目前为止，欧元纸币上印有三任不同總裁的签名。为预防假币，欧盟计划每隔七八年就推出新一套的纸币。第二套纸币原计划2010年推出，后被推迟至2013年5月2日。预计新一套纸币将来未来的几年里逐步取代旧版纸币。

### 發行量
根據歐洲中央銀行的估算，截至2018年5月，總共發行了約210億張紙幣，其中以€50佔最多，達到46%。此外，€500已於2015年停止印製及發行，2016年正式宣布第二套歐元紙鈔取消500元，預期流通量將繼續下跌。
| 面值 | 數量 (百萬) | 比例  |
| ---- | ----------- | ----- |
| €5   | 1 854       | 8.7%  |
| €10  | 2 461       | 11.6% |
| €20  | 3 741       | 17.6% |
| €50  | 9 792       | 46.0% |
| €100 | 2 665       | 12.5% |
| €200 | 249         | 1.2%  |
| €500 | 513         | 2.4%  |
| 總數 | 21 274      | 100%  |

## 不同系列的欧元纸币

### 签名
欧元纸币正面印有欧洲央行總裁的签名。2002年，首任總裁维姆·德伊森贝赫的签名出现在纸币上，随后被继任总裁让-克洛德·特里谢的签名所取代。2012年3月印有第三任總裁马里奥·德拉基签名的纸币开始发行，直到2019年被第四任总裁克里斯蒂娜·拉加德的签名替代。

欧元纸币上的行长签名
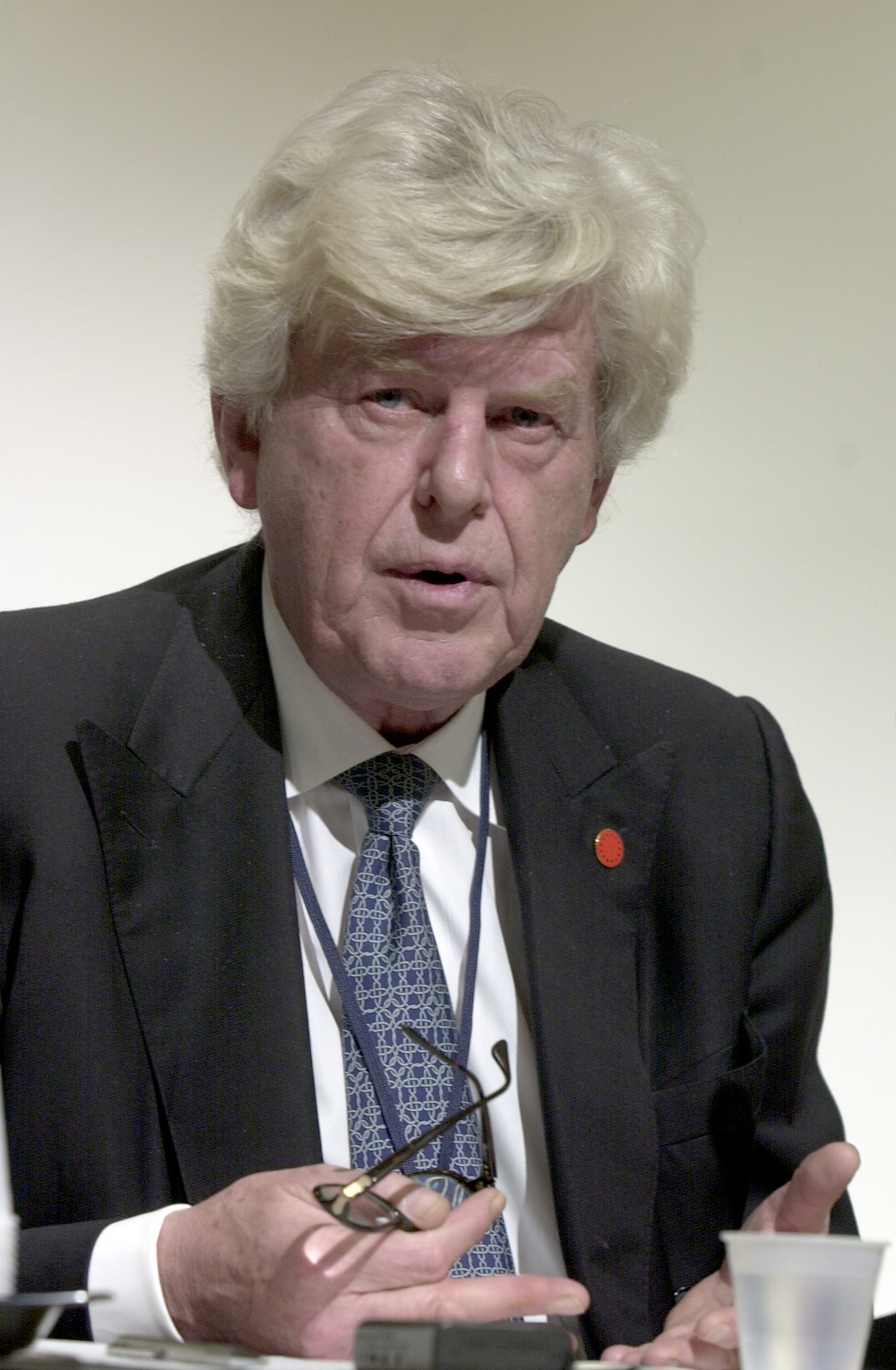
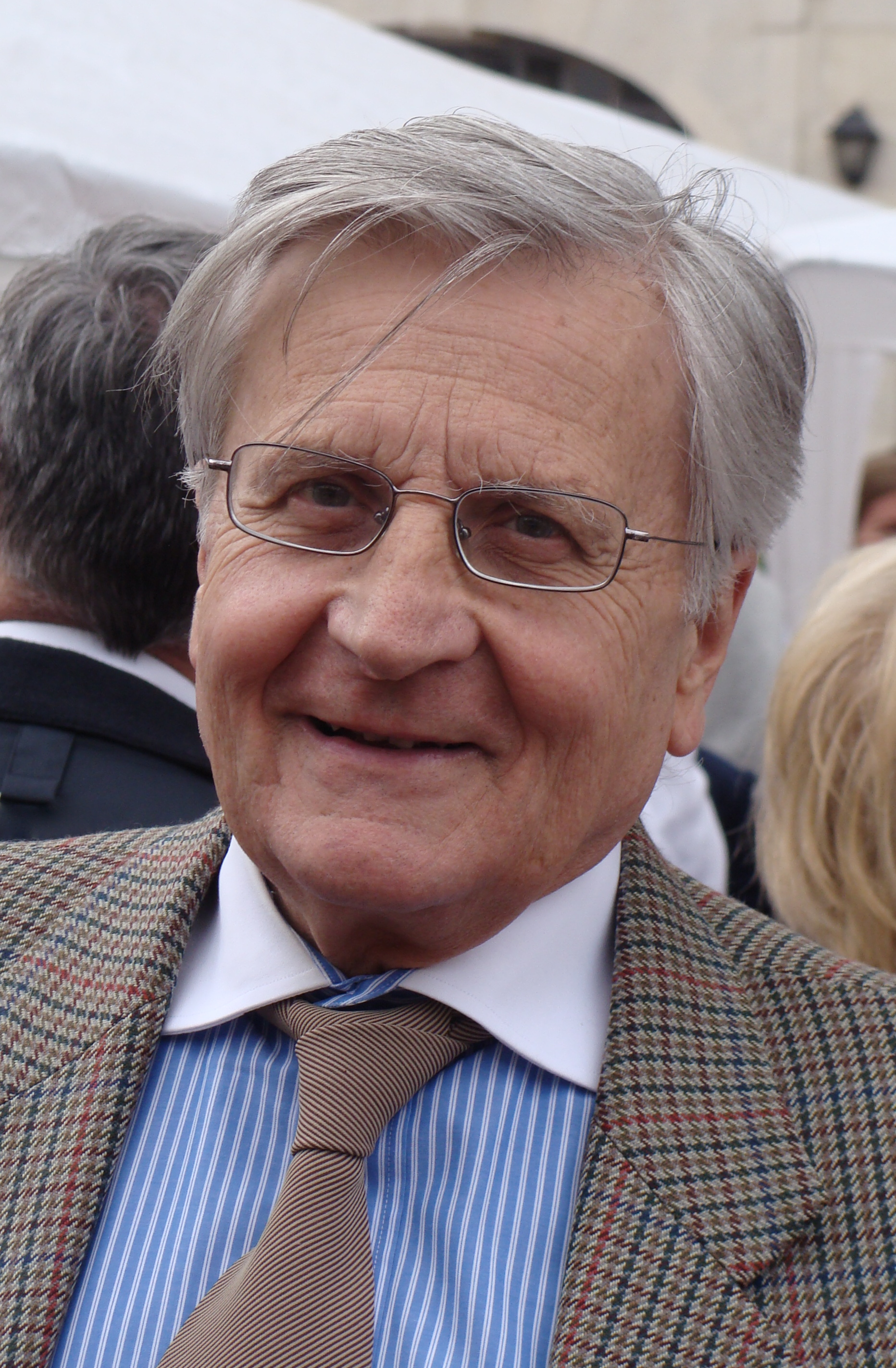
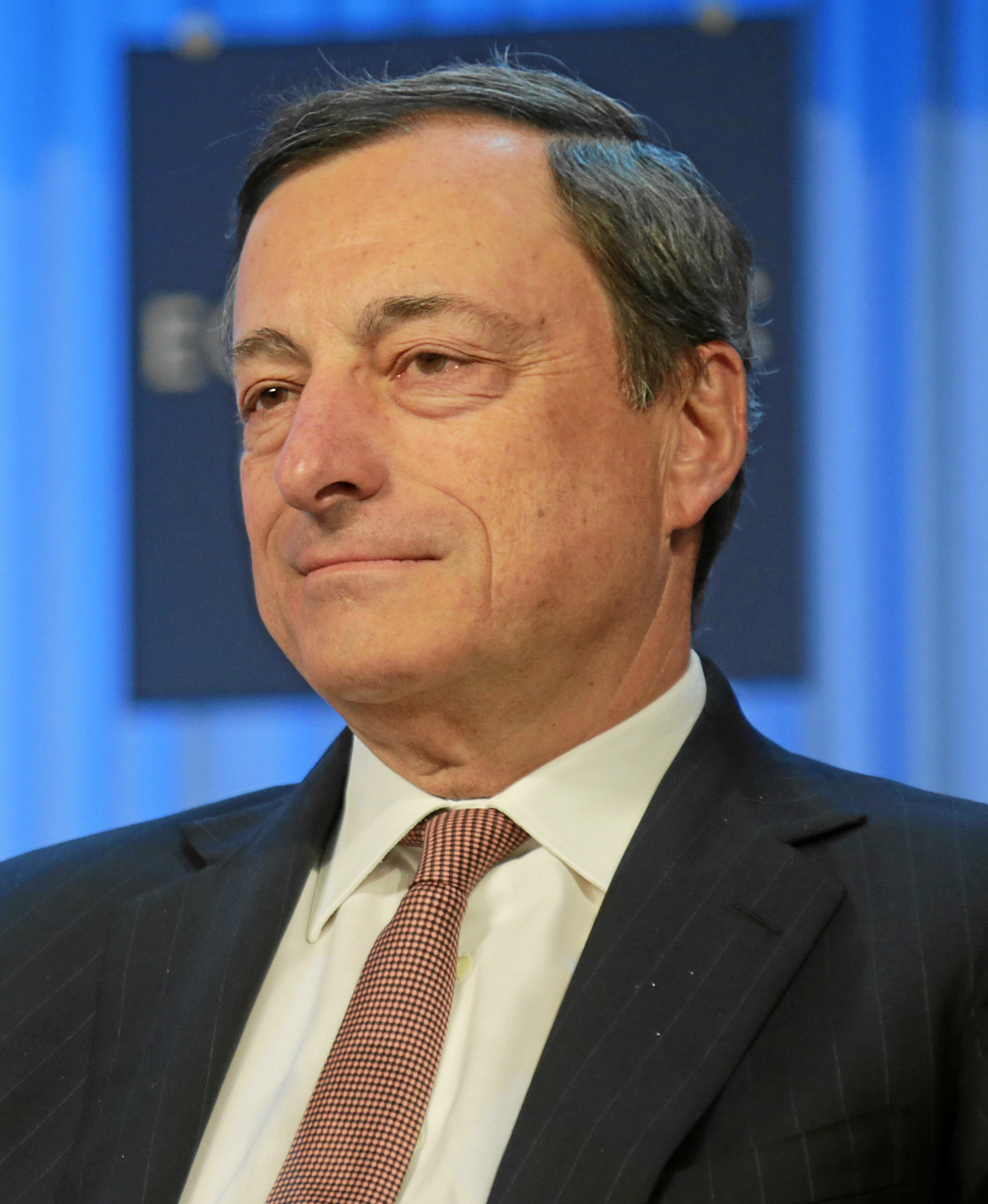
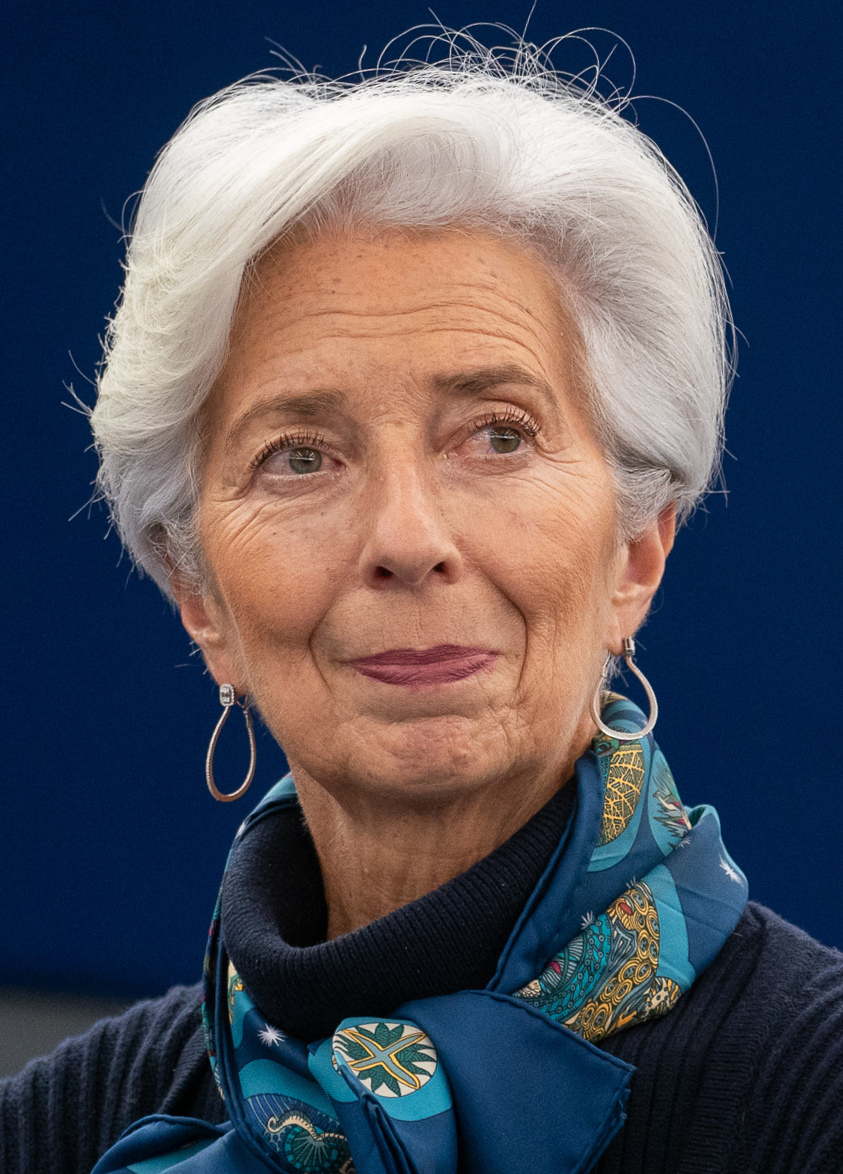
维姆·德伊森贝赫
让-克洛德·特里谢
马里奥·德拉基
姬絲汀·拉加德

### 第一套（2002版）
第一套欧元纸币以“欧洲各个时期的建筑风格”为主题，代表着欧洲建筑两千年的演变。纸币的正面用简单线条绘制的门廊或窗户象征着“开放与合作”歐盟的核心精神；纸币背面的桥梁则象征着“欧洲人民和世界其他地区人民的交流”。另外，纸币上的12颗星星亦代表了“当代欧洲的活力与和谐”。
根据欧盟各成员国的平等原则，欧元纸币上的设计元素并不代表任何实体的建筑。这种相对中性的选择，最大化的体现了各国的共同价值观，并有效避免了欧元区国家由于纸币设计引起的纷争。
所有的纸币上都印有欧盟旗帜，涵盖11种于2012年初首先引进欧元国家的语言书写之“欧洲中央银行”缩写首字母（BCE, ECB, EZB, ΕΚΤ, EKP）、欧洲地图、“欧元”文字（拉丁語：EURO）以及欧洲央行總裁的签名。
这套纸币设计的最终方案，在欧洲央行于1996年2月12日的一场比赛中从44幅作品中选出，并于1996年12月3日在都柏林举行的欧洲理事会上，宣布奥地利国家银行的罗伯特·卡利纳的设计方案胜出。尽管罗伯特·卡利纳最初使用欧洲现有桥梁作为其设计元素，欧元纸币上所有的桥梁和门窗的绘图都基于其历史各个时期的建筑风格，不同纸币展现的不同建筑风格在下表详细列出。
| 圖樣 | 圖樣 | 面額 | 尺寸     | 主要顏色 | 主要顏色 | 設計                     | 設計      | 印刷代碼位置                                | 印刷代碼位置 |
| 正面 | 背面 | 面額 | 尺寸     | 主要顏色 | 主要顏色 | 建筑風格                 | 世紀      | 印刷代碼位置                                | 印刷代碼位置 |
| ---- | ---- | ---- | -------- | -------- | -------- | ------------------------ | --------- | ------------------------------------------- | ------------ |
|      |      | €5   | 120 × 62 |          | 灰色     | 古典建築                 | 1世紀起   | 圖像邊緣左側 （页面存档备份，存于）         |              |
|      |      | €10  | 127 × 67 |          | 紅色     | 羅馬式建築               | 11-12世紀 | 八點鐘位置的星星 （页面存档备份，存于）     |              |
|      |      | €20  | 133 × 72 |          | 藍色     | 哥特式建築               | 13-14世紀 | 九點鐘位置的星星 （页面存档备份，存于）     |              |
|      |      | €50  | 140 × 77 |          | 橙色     | 文藝復興建築             | 15-16世紀 | 圖像邊緣右側 （页面存档备份，存于）         |              |
|      |      | €100 | 147 × 82 |          | 綠色     | 巴洛克和洛可可           | 17-18世紀 | 九點鐘位置星星的右側 （页面存档备份，存于） |              |
|      |      | €200 | 153 × 82 |          | 黃棕色   | 新藝術建築（玻璃与钢铁） | 19-20世紀 | 七點鐘位置星星的上方 （页面存档备份，存于） |              |
|      |      | €500 | 160 × 82 |          | 紫色     | 現代主義建築             | 20-21世紀 | 九點鐘位置的星星 （页面存档备份，存于）     |              |

欧元纸币的背面绘有欧洲地图。由于一些欧洲国家的海外领地（如法属圭亚那）也使用欧元，因此这些海外领地的地图的亦被单独绘出，并置于欧洲大陆地图的左下角。2004年欧盟扩大后，塞浦路斯和马耳他开始使用欧元，但由于地图版面关系，他们的领土并没有绘制在这套欧元纸币中。

#### 安全措施
欧元纸币包括许多复杂的安全措施，如水印、红外及紫外墨水、全息图像、微缩印刷等，以确保纸币的真实性。为了让公众辨别纸币的真伪，欧洲央行公开了部分安全措施。然而关于欧元纸币的完整的安全措施，则由欧元体系下各国央行严格保密。
一般来说，辨别欧元纸币真伪有四种方法。前三种辨别方法，即欧洲央行推广的“触摸、观察、倾斜”（法語：toucher, regarder, incliner），就可以让普通大众方便地辨别纸币的真伪。
触摸：
- 纸张——纸张经过特殊材料处理，使之坚韧并有脆性；
- 凹版印刷——纸币上的主要图案、代表面值的大号数字和代表欧洲央行的字母缩写采用凹版印刷，使之触摸起来有凹凸感；

观察：

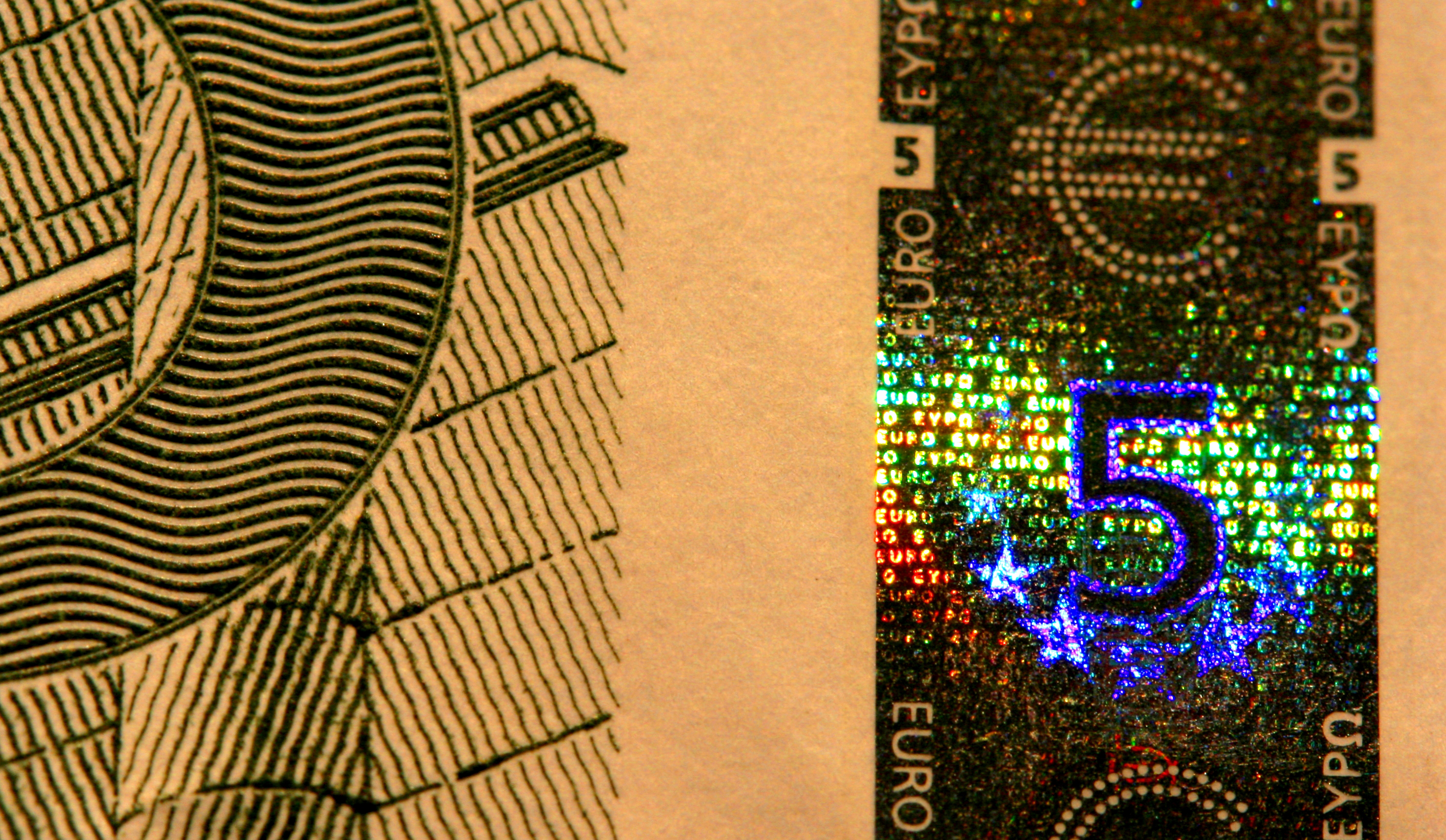
5欧元纸币的全息图像带

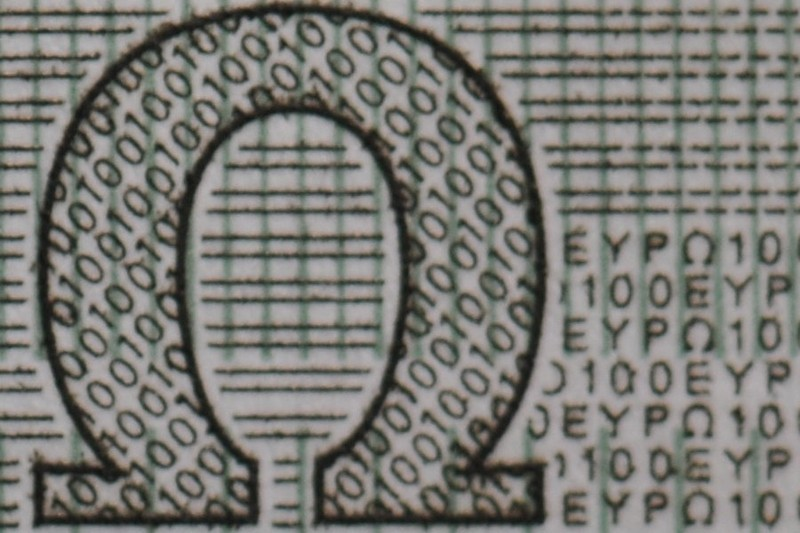
100欧元纸币的微缩印刷

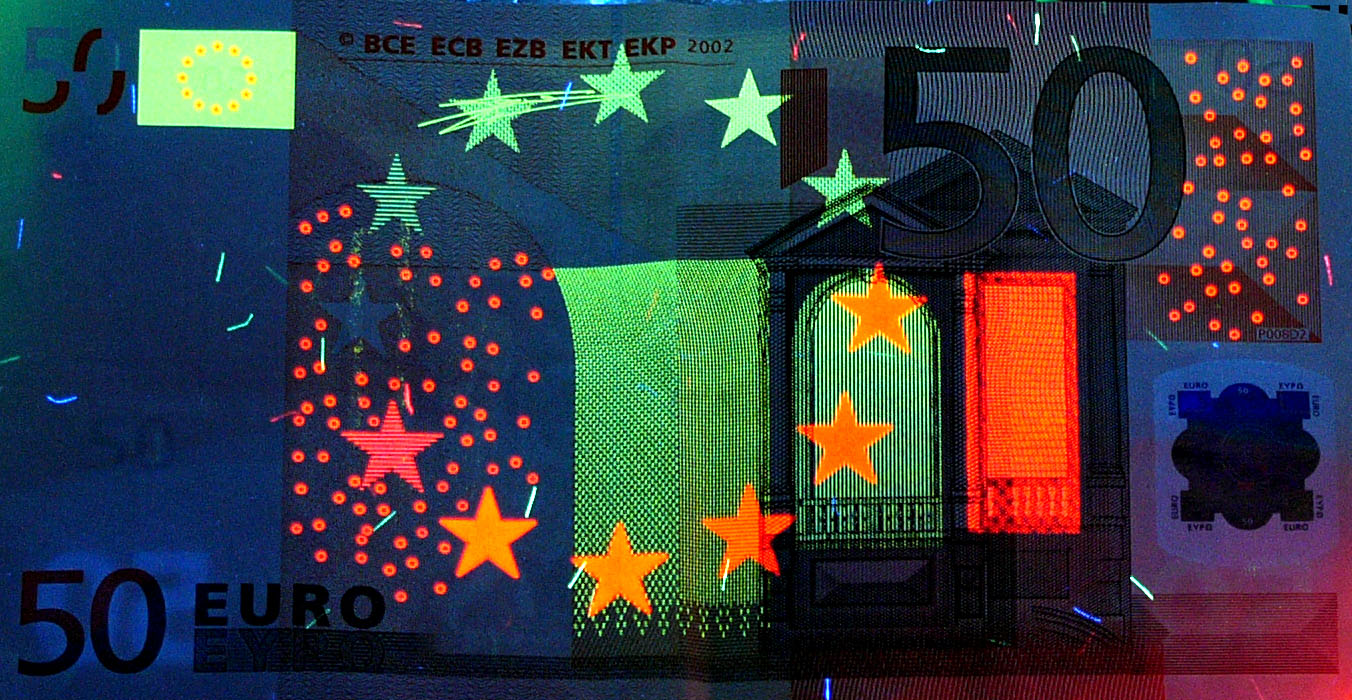
经紫外灯光照射的50欧元纸币

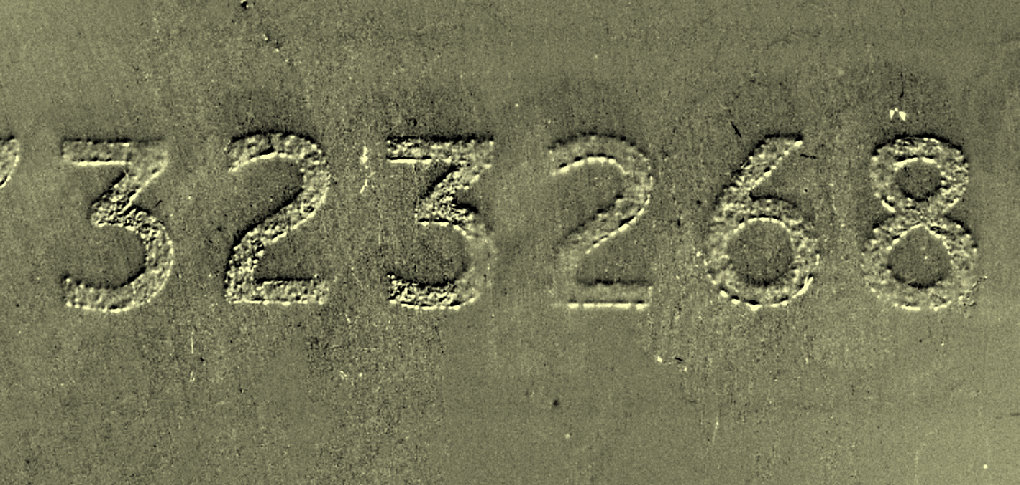
磁性油墨印刷的序列号

- 水印——纸币经过水印处理，图案包括纸币的面值以及不同时期欧洲建筑的窗户，迎着光线观察，原本模糊的图案变得清晰可见；
- 安全线——迎着光线观察，可在纸币中间发现一条磁性黑线，在黑线中间印有透明的“欧元”字样及相应面值；
- 互补对印——迎着光线观察，可看到纸币正面左上角和背面右上角的不完整数字合二为一，该数字代表纸币的面值；

倾斜：
- 全息图像——在5欧元、10欧元及20欧元纸币的正面右侧，有一条全息图像带，反复上下倾斜可看到纸币面值、欧盟旗帜、欧元符号及“欧元”字样；在50欧元至500欧元纸币的正面右侧，有一个全息图像标签，上面印有纸币面值、微缩“欧元”字样及纸币正面主图案；
- 彩虹带——在5欧元、10欧元及20欧元纸币的背面，有一条印有纸币面值及欧元符号的彩虹带；
- 光学变色油墨——在50欧元至500欧元纸币的背面右下角，有用光变油墨印刷的面值数字，反复上下倾斜可看到其颜色变化。

其他措施：
- 红外与紫外特性——在红外仪器下，纸币的一部分会消失；而在紫外线下，纸币图案会有荧光效应；
- 微缩文字——仔细观察纸币，可看到非常但仍可用肉眼识别的文字，这些文字线条细而清晰，很难通过一般印刷来伪造；
- 防复印圆圈——纸币上不规则排列的圆圈，某些复印机可通过这些圆圈来识别纸币，进而拒绝对其复印；
- 数字水印——通过数学加密算法将信息嵌入图案中，使一些图像处理软件（如Adobe Photoshop）识别，并拒绝对其处理[16]；
- 磁性油墨——纸币的特定区域用磁性油墨印刷（如纸币序列号），以便特殊仪器探测；
- 条形码——将纸币迎着光线观察，可发现纸币中间偏左的地方有条形码水印，不同面额所展示的条形码不同。

尽管欧洲央行總裁的签名会随发行时间不同而变化，但它并不是欧元防伪措施的一部分。

#### 纸币识别

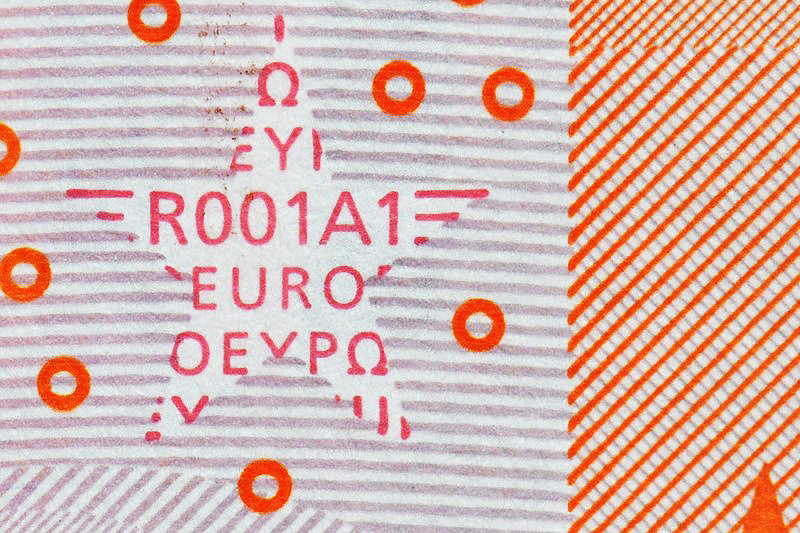
印刷代码

与欧元硬币不同的是，欧元纸币的设计图案在各个国家是统一的。尽管如此，我们还是可以通过纸币序列号来辨别纸币的发行国。由于纸币发行时间较早，其后加入欧盟的七个国家（保加利亚、匈牙利、拉脱维亚、立陶宛、波兰、捷克共和国及罗马尼亚）并没有分配到这个代码。
此外，在纸币正面还印有印刷代码，以追溯该纸币的印刷源。这个代码以“A001B1”的形式出现，其中第一个字母代表印刷公司，接着三个数字代表印刷机位，最后一个字母及数字代表这张纸币的版位（通常来讲，欧元纸币一版有十行六列，其版位号即为A1–K6）。例如在右图中，R001A1代表德国联邦印钞公司001号机位印刷的纸币，其版位为第一行第一列。
| 代码 | 国家     | 国家         | 代码 | 国家       | 国家         |
| 代码 | 中文     | 该国官方语言 | 代码 | 中文       | 该国官方语言 |
| ---- | -------- | ------------ | ---- | ---------- | ------------ |
| Z    | 比利时   |              | Y    | 希腊       |              |
| X    | 德国     |              | V    | 西班牙     |              |
| U    | 法国     |              | T    | 爱尔兰     |              |
| S    | 意大利   |              | P    | 荷兰       |              |
| N    | 奥地利   |              | M    | 葡萄牙     |              |
| L    | 芬兰     |              | H    | 斯洛文尼亚 |              |
| G    | 塞浦路斯 |              | F    | 马耳他     |              |
| E    | 斯洛伐克 |              | D    | 爱沙尼亚   |              |

| 字母 | 印钞公司             | 地点           | 纸币供应国                                                                     |
| ---- | -------------------- | -------------- | ------------------------------------------------------------------------------ |
| D    |                      | 芬兰万塔       | 芬兰                                                                           |
| E    |                      | 法国尚特皮耶   | 法国、德国、荷兰、芬兰、塞浦路斯、斯洛伐克、斯洛文尼亚                         |
| F    | 奥地利国家银行       | 奥地利维也纳   | 奥地利、荷兰、意大利、希腊                                                     |
| G    |                      | 荷兰哈勒姆     | 荷兰、奥地利、西班牙、希腊、德国、芬兰、塞浦路斯、马耳他、斯洛文尼亚、斯洛伐克 |
| H    | 托马斯德纳罗印钞公司 | 英国盖茨黑德   | 爱尔兰、芬兰、葡萄牙、荷兰                                                     |
| J    | 意大利银行           | 意大利罗马     | 意大利                                                                         |
| K    | 爱尔兰中央银行       | 爱尔兰都柏林   | 爱尔兰                                                                         |
| L    | 法兰西银行           | 法国沙马利埃   | 法国                                                                           |
| M    | 西班牙皇家铸币局     | 西班牙马德里   | 西班牙                                                                         |
| N    | 希腊银行             | 希腊雅典       | 希腊                                                                           |
| P    |                      | 德国莱比锡     | 德国、芬兰、希腊、荷兰、葡萄牙                                                 |
| R    | 德国联邦印钞公司     | 德国柏林       | 德国、希腊                                                                     |
| T    | 比利时国家银行       | 比利时布鲁塞尔 | 比利时、法国、西班牙                                                           |
| U    |                      | 葡萄牙卡雷加杜 | 葡萄牙                                                                         |

### 第二套（2013版）
因應假鈔大量出現的問題，歐洲中央銀行設計第二套紙幣。很顯然第二套紙幣是基於第一套的設計。
2016年5月4日，歐洲中央銀行宣佈：將在2018年底將停止印製和發行500歐元紙幣。因此，第二套紙幣的最大面額變成了200元。
| 圖樣 | 圖樣 | 面額 | 尺寸     | 主要顏色 | 主要顏色 | 設計                     | 設計      | 印刷代碼位置   | 流通日期       |
| 正面 | 背面 | 面額 | 尺寸     | 主要顏色 | 主要顏色 | 建筑風格                 | 世紀      | 印刷代碼位置   | 流通日期       |
| ---- | ---- | ---- | -------- | -------- | -------- | ------------------------ | --------- | -------------- | -------------- |
|      |      | €5   | 120 × 62 |          | 灰色     | 古典建築                 | 11世紀起  | 圖像邊緣右上角 | 2013年5月2日   |
|      |      | €10  | 127 × 67 |          | 紅色     | 羅馬式建築               | 11-12世紀 | 圖像邊緣右上角 | 2014年9月23日  |
|      |      | €20  | 133 × 72 |          | 藍色     | 哥德式建築               | 13-14世紀 | 圖像邊緣右上角 | 2015年11月25日 |
|      |      | €50  | 140 × 77 |          | 橙色     | 文藝復興建築             | 15-16世紀 | 圖像邊緣右上角 | 2017年4月4日   |
|      |      | €100 | 147 × 77 |          | 綠色     | 巴洛克和洛可可           | 17-18世紀 | 圖像邊緣右上角 | 2019年5月28日  |
|      |      | €200 | 153 × 77 |          | 黃棕色   | 新藝術建築（玻璃与钢铁） | 19-20世紀 | 圖像邊緣右上角 | 2019年5月28日  |